# Anfallet mot Fredrikshald
Anfallet mot Fredrikshald (nuvarande Halden) ägde rum på kvällen den 4 juli 1716 under Karl XII:s norska fälttåg under det stora nordiska kriget. Det var ett misslyckat försök av svenskarna att erövra det strategiskt viktiga Fredrikstens fästning. I striderna stupade överste Reinhold von Schlippenbach och generalmajor Johan Winrich von Delwig. Karl XII gjorde ett förnyat försök två år senare, som dock skulle kosta honom hans liv.